# Alexander von Seydlitz-Kurzbach
Karl Leonhard Alexander von Seydlitz-Kurzbach (* 16. Dezember 1847 in Insterburg; † 29. Dezember 1935 in Schwerin-Zippendorf) war ein preußischer Generalleutnant.

## Leben

### Herkunft und Familie
Er war ein Sohn des preußischen Hauptmanns und Direktors der Strafanstalt Georgenburg bei Insterburg Gustav von Seydlitz-Kurzbach (1796–1854) und der Sophie Gertrude, geborene von Münchow (1818–1887). Aus seiner Ehe mit Helene, geborene von Guenther (1856–1933) ging der spätere General der Artillerie Walther von Seydlitz-Kurzbach hervor. Der ebenfalls spätere preußische Generalmajor Kurt von Seydlitz-Kurzbach (1849–1913) war sein jüngerer Bruder.

### Militärkarriere
Aus dem Kadettenkorps kommend wurde Seydlitz am 18. April 1865 als Portepeefähnrich dem Magdeburgischen Füsilier-Regiment Nr. 36 der Preußischen Armee überwiesen. Dort avancierte er Mitte November 1865 zum Sekondeleutnant und nahm im Jahr darauf während des Krieges gegen Österreich an den Schlachten bei Nachod, Skalitz und Königgrätz sowie dem Gefecht bei Schweinschädel teil. Sein Verhalten wurde durch die Verleihung des Roten Adlerordens IV. Klasse mit Schwertern gewürdigt. Im Krieg gegen Frankreich kämpfte Seydlitz 1870/71 während der Belagerung von Paris am Mont Valérien und erhielt das Eiserne Kreuz II. Klasse. Von 1871 bis 1874 war Seydlitz als Inspektionsoffizier und Lehrer an der Kriegsschule Neiße tätig und absolvierte im Anschluss daran als Premierleutnant für drei Jahre zur weiteren Ausbildung die Kriegsakademie. Nach seiner Beförderung zum Hauptmann wurde er am 22. März 1881 als Kompaniechef in das 1. Oberrheinische Infanterie-Regiment Nr. 97 versetzt. Daran schloss sich vom 3. August 1885 bis zum 21. August 1891 eine Verwendung im 2. Hanseatischen Infanterie-Regiment Nr. 76 an. Seydlitz wurde anschließend als Major in das Mecklenburgische Füsilier-Regiment „Kaiser Wilhelm“ Nr. 90 versetzt und bis 23. Juli 1894 als Kommandeur des II. Bataillons in Wismar verwendet. Unter Stellung à la suite des Regiments kam er dann als Kommandeur an die Unteroffizierschule Weißenfels und avancierte Mitte Juni 1896 zum Oberstleutnant. Mit dem Rang und den Gebürnissen eines Regimentskommandeurs erfolgte am 24. Mai 1898 seine Ernennung zum Kommandeur des Landwehrbezirks Berlin IV. In dieser Stellung stieg Seydlitz am 27. Januar 1899 zum Oberst auf und war vom 18. April 1901 bis zum 18. Juni 1902 als Kommandeur des Infanterie-Regiments „Fürst Leopold von Anhalt-Dessau“ (1. Magdeburgisches) Nr. 26 tätig. Anschließend wurde er mit der Beförderung zum Generalmajor zum Kommandeur der 61. Infanterie-Brigade in Straßburg ernannt. Von diesem Kommando wurde Seydlitz am 19. Juli 1904 entbunden und zum Kommandanten von Danzig ernannt. In dieser Stellung erhielt er am 20. März 1906 den Charakter als Generalleutnant, bevor er Seydlitz am 25. Februar 1909 in Genehmigung seines Abschiedsgesuches mit der gesetzlichen Pension zur Disposition gestellt wurde.
Er war Inhaber des Roter Adlerordens II. Klasse mit Schwertern am Ringe sowie des Kronenordens II. Klasse mit Stern.